# Betta antoni
Betta antoni är en fiskart som beskrevs av Tan och Ng 2006. Betta antoni ingår i släktet Betta och familjen Osphronemidae. Inga underarter finns listade.